# キサンテン
キサンテン (xanthene) は、有機化合物のひとつ。アントラセンの中心のベンゼン環をピラン環に置き換えた3環構造をもつ。
エオシン、フルオレセイン、ローダミンなど、様々な色素の発色団となる。カラーインデックス番号において、C.I. 45000 から C.I. 45999 まではキサンテンを母核とする化合物に割り振られている。